# Георги Бенковски
Георги Бенковски (бугарски: Георги Бенковски) (1843 – 12. мај 1876) псеудоним Габрила Грујева Хлатева (Гаврил Груев Хлътев), је био један од вођа Априлског устанка у Бугарској 1876. године.

## Биографија
Рођен је око 1843. године у породици ситног трговца Грује Хлатева. Имао је две сестре: Куну и Василију. Као путујући трговац, посетио је Малу Азију, а живео је и у многим градовима на истоку, укључујући и Истанбул, Смирну и Александрију. Бавио се разним пословима. Између осталог, био је и телохранитељ персијског конзула. Током својих путовања, Бенковски је научио неколико језика, укључујући и арапски, турски, грчки, италијански, пољски, румунски и персијски. Укључио се у револуционарне активности преко Бугарског револуционарног централног комитета, након што је упознато Стојана Заимова у Букурешту. Био је присталица демократских идеја Васила Левског и Христа Ботева. Учествовао је у револуционарним активностима који су 1875. године у Истанбулу довели до убиства султана Абдулазиза. Псеудоним је добио по пољском емигранту Антону Бенковском. Одабрао је име Георги. Бенковски је постао једна од кључних личности у припреми бугарског устанка против турске власти. Био је организатор устанка у Панађуришту, јединој области где је устанак имао устанка. Бенковски је преузео руковођење устанком, док остали окрузи нису показали одлучност у борби. Једино је Бенковски испунио ратни план. Устанак у Панађуришту нашао се одсечен од остатка земље. Османске власти угушиле су га без већих проблема. У првој половини маја вођене су огорчене борбе устаника и османских трупа код Стрелче, Клисуре, Петрича, Панађуришта, Перуштице, Брацигова и других места. Османске снаге су продрле у средиште устанка и спалиле Панађуриште. Бенковски се повукао на Стару планину, али је у једном окршају погинуо.